# Jüri Tarmak
Jüri Tarmak (ryska: Юри Аадувич Тармак), född 21 juli 1946 i Tallinn, död 22 juni 2022 i Tallinn, var en sovjetisk (estnisk) friidrottare som främst tävlade i höjdhopp. Under sin aktiva idrottskarriär bodde Tarmak i Leningrad, där han tävlade för Dynamo Leningrad och studerade vid Leningrads statsuniversitet.
Tarmak började med friiidrott 1963 och blev sovjetisk landslagsman 1970. Han tävlade för Sovjetunionen i höjdhopp vid OS i München 1972 där han med ett hopp på 2,23 vann guldmedaljen före östtysken Stephan Junge och amerikanen Dwight Stones, bägge med höjden 2,21. 
Övriga internationella mästerskapsmeriter bestod av en silvermedalj (bakom ungraren István Major) vid inomhus-EM 1971 i Sofia och en bronsmedalj (bakom Major och landsmannen Kęstutis Šapka) vid inomhus-EM 1972 i Grenoble.
Tarmaks personliga rekord var 2,25 från 1972.